# Acanthiza pusilla
Acanthiza pusilla là một loài chim trong họ Acanthizidae. Loài chim này thường được tìm thấy ở đông và đông nam Úc, bao gồm Tasmania. Loài chim này có thể dài tới 10 cm (3,9 in) và ăn côn trùng. Loài chim này có bộ lông màu nâu, xám và trắng. Loài này có năm phân loài.